# David Tepper
Pour les articles homonymes, voir Tepper.
David Alan Tepper (né le 11 septembre 1957) est un investisseur américain, fondateur et président de Appaloosa Management, un fonds spéculatif basé à Miami Beach. Il est propriétaire des Panthers de la Caroline de la National Football League (NFL) et du Charlotte Football Club de la Major League Soccer (MLS).
Il obtient une licence d'économie de l'université de Pittsburgh en 1978, et un MBA de l'université Carnegie-Mellon en 1982. En 2013, il fait don de 67 millions $ à Carnegie-Mellon, dont la Tepper School of Business (en) porte son nom.
Pour l'année fiscale 2012, le magazine Institutional Investor Alpha classe son salaire de 2,2 milliards $ comme le plus élevé au monde pour un gestionnaire de fonds spéculatifs. Il est en troisième position dans le classement Forbes des « Gestionnaires de fonds spéculatifs les plus rémunérateurs en 2018 » avec un revenu annuel de 1,5 milliard $. Un portrait en 2010 dans le magazine New York le décrit comme l'objet d'« une certaine vénération [...] au sein de l'industrie », un investisseur le qualifiant même de « dieu doré ». Tepper révèle son intention de convertir à terme ce fonds spéculatif en un family office.

## Jeunesse et formation
Tepper est né le 11 septembre 1957. Il est le deuxième des trois enfants de Harry, un comptable, et Roberta, une institutrice d'école primaire. Il grandit dans une famille juive du quartier de Stanton Heights (en), dans l'East End de Pittsburgh en Pennsylvanie. Enfant, il « jouait au football et mémorisait les statistiques de baseball au dos des cartes que lui avait données son grand-père, preuve précoce de ce qu'il prétend être une mémoire photographique ». Dans un discours de fin d'études en 2018 à l'université Carnegie-Mellon, il révèle que son père avait été physiquement violent envers lui. Il fréquente le Peabody High School (en) dans l'East Liberty (en) de Pittsburgh, puis l'université de Pittsburgh, payant une partie de ses études en travaillant à la bibliothèque Frick Fine Arts (en). Il obtient un bachelor of arts en économie et son diplôme avec mention. Il commence également à investir à petite échelle sur divers marchés pendant ses études universitaires. Ses deux premiers investissements, donnés par son père, sont Pennsylvania Engineering Co. et Career Academies, qui font faillite.
Après avoir obtenu son diplôme, il se lance dans la finance, et travaille pour Equibank en tant qu'analyste de crédit au département de la trésorerie. En 1980, insatisfait de son poste, il s'inscrit à la faculté de commerce de l'université Carnegie-Mellon pour y poursuivre son équivalent d'un MBA, un Master of Science in Industrial Administration (MSIA).

## Carrière dans les affaires

### Republic et Keystone
Après avoir obtenu son MBA en 1982, Tepper accepte un poste au département du Trésor de Republic Steel dans l'Ohio.
En 1984, il est recruté par Keystone Mutual Funds (qui fait maintenant partie d'Evergreen Funds (en)) à Boston.

### Goldman Sachs
En 1985, il est recruté par Goldman Sachs en tant qu'analyste crédit, alors que l'établissement est en train de constituer son groupe de rendement élevé à New York. En six mois, il en devient le négociant en chef et reste chez Goldman pendant huit ans. Son activité principale est les faillites et les situations spéciales.
On lui attribue un rôle majeur dans la survie de Goldman Sachs après le krach d'octobre 1987. Il achète des obligations sous-jacentes dans les institutions financières qui ont été « paralysées par le krach », dont la valeur a grimpé en flèche une fois le marché reparti. Il pense qu'il serait nommé associé de Goldman, mais est écarté, en partie parce que ses manières « bruyantes et grossières » irritent d'autres dirigeants de Goldman, plus réservés.

### Appaloosa Management
En décembre 1992, après avoir été écarté du poste d'associé chez Goldman Sachs à deux reprises en deux ans, il démissionne et commence à travailler depuis un bureau dans les locaux du gestionnaire de fonds communs de placement et client de Goldman, Michael Price, en négociant agressivement avec son compte personnel dans l'espoir de lever suffisamment d'argent pour démarrer son propre fonds. Il fonde Appaloosa Management début 1993.
En 2001, il génère un rendement de 61 % en se concentrant sur les obligations en difficulté et, au quatrième trimestre de 2005, poursuit ce qu'il considère comme de meilleures opportunités dans les actions du S&P 500. Il « maintient le marché en haleine » et réalise des gains importants année après année en investissant dans les « entreprises les plus risquées », telles que MCI et Mirant (en). Ses investissements dans Conseco (en) et Marconi (en) permettent également à la société de réaliser d'énormes bénéfices grâce aux fonds spéculatifs.
En 2009, son fonds spéculatif gagne environ 7 milliards $ en achetant des actions financières en difficulté en février et mars (y compris des actions ordinaires de Bank of America à 3 dollars par action), puis en profitant de leur reprise cette année-là. 4 milliards $ de ces bénéfices sont versés à sa fortune personnelle, faisant de lui le gestionnaire de fonds spéculatifs le plus rentable de 2009 selon le New York Times.
Dans un discours prononcé en 2010, il recommande plusieurs investissements soi-disant risqués, notamment les obligations d'AIG, les actions de Bank of America et les banques européennes. Citant des experts ayant prédit l'hyperinflation ou la dépression et la déflation, il affirme que ni l'un ni l'autre ne se produirait : « Le fait est que les marchés s'adaptent, les gens s'adaptent. N'écoutez pas toutes les conneries qui circulent ».
En juin 2011, il est nommé « Institutional Hedge Fund Firm of the Year ». En 2013, Forbes le classe parmi les plus riches fonds spéculatifs de 2012, faisant de Tepper le 166e homme le plus riche du monde. Le magazine le classe aussi parmi les 25 gestionnaires de fonds spéculatifs les plus rémunérateurs en 2013 et 2016,.
Selon Forbes, Tepper a une fortune nette de 16,7 milliards $ en 2022. L'indice Bloomberg Billionaires le classe comme la personne la plus riche du New Jersey.
En janvier 2018, Tepper salue les réductions d’impôts sur les sociétés décidées par le président Donald Trump, affirmant que le marché haussier a encore de la marge de croissance et niant qu’il soit surévalué. Il déclare : « La croissance mondiale est plus élevée » et « Il n'y a pas d'inflation. Le marché qui aborde cette année ne semble pas riche ; en fait, il semble presque aussi bon marché que l’année dernière. »
Tepper garde une paire de testicules en laiton bien en vue sur son bureau, un cadeau d'anciens employés. Il les frotte pour se porter chance pendant ses journées de négociation afin de faire rire ses collègues.
En 2020, les parts les plus importantes de son portefeuille sont Alibaba avec 13% et Amazon avec 11%.

## Sport professionnel

### Steelers de Pittsburgh
Le 25 septembre 2009, Tepper achète une participation de 5 % dans les Steelers de Pittsburgh de la National Football League (NFL),.

### Panthers de la Caroline
Il achète les Panthers de la Caroline de la NFL au propriétaire et fondateur d'origine Jerry Richardson (en) en mai 2018 et est contraint de vendre ses actions des Steelers. Il bat un concurrent ayant plus de liens avec les Carolines, Ben Navarro (en), grâce à la fois à un contrôle rapide de la NFL (sa participation partielle dans les Steelers a permis aux propriétaires de la ligue de contourner le processus) et à son offre de 2,2 milliards $, la plus élevée de l'histoire de la NFL, sans autres investisseurs (contrairement à celle de Navarro),. Le bail de l'équipe sur le Bank of America Stadium expire après la saison 2018. Dans une déclaration, Tepper s'engage à garder l'équipe dans les Carolines.
Depuis l'achat des Panthers en 2018, l'équipe a un bilan de 31 victoires pour 68 défaites et 6 entraîneurs principaux au cours de cette période. Tepper est décrit comme l'un des pires propriétaires de la NFL, les Panthers étant entrés dans une période de ralentissement depuis le début de son achat.
En 2022, Tepper annule la construction d'un centre d'entraînement pour l'équipe à Rock Hill en Caroline du Sud, après avoir affirmé que la ville n'avait pas respecté la fin de leur accord, a fait déclarer en faillite sa branche immobilière en raison de l'échec du projet et a été contraint de faire démolir l'installation à moitié construite,.
Le 26 novembre 2023, après la défaite des Panthers face aux Titans du Tennessee à Nashville, Tepper attire l'attention après qu'on l'ai entendu crier le mot « fuck » en quittant le vestiaire des Panthers. Le lendemain, il renvoie l'entraîneur en chef Frank Reich après un début de saison à 1 victoire pour 10 défaites.
Le 31 décembre 2023, il jette une boisson sur un fan lors du match des Panthers contre les Jaguars de Jacksonville. Il est condamné à une amende de 300 000 $ par la NFL pour cet incident.

### Charlotte FC
Lors de la clôture de l'achat des Panthers en 2018, Tepper fait part de son désir d'amener une franchise de la Major League Soccer (MLS) à Charlotte. L'organisation des Panthers fait une offre pour une équipe d'expansion en juillet 2019 et se voit attribuer la 30e équipe MLS le 17 décembre 2019. Le Charlotte FC est attribué à Tepper le 17 décembre 2019 et commence à jouer en 2022 au Bank of America Stadium. Tepper aurait payé 325 millions $ en frais d'expansion pour la franchise, établissant un record pour la MLS.

## Activités politiques
Tepper et sa femme font don de 10 400 $ au candidat à la mairie de Jersey City, Steven Fulop (en), en 2013. Selon le Jersey Journal du 24 octobre 2012, « David Tepper, le milliardaire qui soutient la réforme du système de titularisation et les écoles à charte, a fait don de 10 400 $ aux candidats au conseil de Fulop, tandis que la femme de Tepper a donné à l'équipe 10 400 $ supplémentaires. ». L'ancienne directrice de campagne de Fulop, Shelley Skinner, devient la directrice adjointe de l'association à but non lucratif Better Education for Kids de Tepper.
En 2015, Tepper fait des dons au sénateur américain Chuck Schumer et au président de la Chambre des représentants de l'époque, John Boehner. En 2016, il fait don de plus d'un million $ à des comités d'action politique soutenant les candidatures présidentielles de Jeb Bush et de John Kasich. Tepper soutient la campagne présidentielle de 2016 de Jeb Bush (en).

## Philanthropie
Le 19 mars 2004, Tepper annonce qu'il fera un don unique de 55 millions $ à la faculté de commerce de l'université Carnegie-Mellon (alors appelée Graduate School of Industrial Administration - GSIA). Ce don est fait après avoir été encouragé par Kenneth Dunn, son ancien professeur (devenu doyen de la faculté). Il accepte la suggestion mais suggère en échange que le nom de l'école soit changé en David A. Tepper School of Business (en). De plus, en novembre 2013, Carnegie-Mellon annonce un don de 67 millions $ de Tepper pour développer le Tepper Quadrangle sur le campus nord qui comprendra un nouveau bâtiment de la Tepper School of Business en face du Heinz College (en) ainsi que d'autres bâtiments universitaires et un centre d'accueil qui servira de porte d'entrée publique à l'université. Cela porte le don total de Tepper à Carnegie-Mellon à 125 millions $.
Tepper fait également plusieurs dons importants à l'université de Pittsburgh, notamment plusieurs bourses d'études de premier cycle et le soutien de centres universitaires et de programmes de sensibilisation communautaire gérés par l'université. Tepper et sa femme Marlene promettent 3,4 millions $ à la Mason Gross School of the Arts (en) de l'université Rutgers, l'alma mater de sa femme.
En 2006, Tepper fait don d'un million de dollars aux United Jewish Communities (en) du MetroWest du New Jersey pour leur campagne d'urgence en faveur d'Israël.
En mars 2012, Tepper et son ancien collègue, Alan Fournier, fondent un groupe d'action politique, Better Education for Kids, qui « entre dans la mêlée alors que les organisations privées sont prêtes à jouer un rôle plus important dans l'éducation dans le New Jersey. Christie veut plus d'écoles à charte et fait pression pour une législation qui permettrait aux entreprises privées de prendre le contrôle des écoles publiques en difficulté. » Selon le Star-Ledger du 24 juin 2011, « la semaine dernière, le groupe naissant a lancé une campagne d'un million de dollars pour faire connaître sa mission et solliciter des dons. Contrairement aux organisations à but non lucratif traditionnelles, Better Education for Kids est un type d'organisation à but non lucratif qui n'est pas tenue de divulguer ses donateurs. Bien que le groupe ne puisse pas coordonner officiellement son travail avec les législateurs, il sera conseillé par deux des principaux consultants politiques de l'État : Mike DuHaime, un stratège républicain proche de Christie, et Jamie Fox, un démocrate qui a été chef de cabinet de l'ancien gouverneur James E. McGreevey. »
Après l'ouragan Sandy, David Tepper fait don de 200 000 $ en cartes-cadeaux aux familles de Jersey City et de Hoboken ayant subi des pertes lors de la tempête,,.
Tepper est membre du conseil consultatif de la Tepper School of Business de Carnegie-Mellon et siège à divers conseils et comités d'organisations caritatives et communautaires à New York et dans le New Jersey.
En 2018, il est l'orateur principal de la 121e cérémonie de remise des diplômes de l'université Carnegie-Mellon et reçoit un doctorat honorifique.
En 2020, avec d'autres philanthropes, il fait don de 2,65 millions $ par l'intermédiaire de la Fondation David A. Tepper pour aider Chicago à faire face à sa part de lutte contre la pandémie de Covid-19. Tous les dons au fonds seront distribués à des organismes sans but lucratif, qui aideront les citoyens à accéder plus largement à l'aide dont ils ont besoin, comme les fournitures de base, la nourriture, les services publics, les hypothèques et le loyer, les fonds d'aides aux ménages, ainsi que l'aide à la sécurité et aux opérations. En avril 2020, les dons cumulés de Tepper aux efforts de secours contre le Covid-19 dépassent les 22 millions $.
En septembre 2021, il est annoncé que la Fondation Nicole & David Tepper et la Fondation caritative David A. Tepper feraient don d'un million de dollars aux efforts de secours à la suite de l'ouragan Ida.

## Vie privée
En 1986, il épouse Marlene Resnick Tepper avec qui il a trois enfants. Ils divorcent en 2016. En 2019, il épouse Nicole Bronish après une relation à long terme.
Il se décrit comme « un type ordinaire de la classe moyenne supérieure qui se trouve être milliardaire ». Le Washington Post le décrit comme « un homme qui n'est pas poli et qui en est fier, dont la réputation d'avis franc et parfois controversé a grandi presque aussi vite que sa valeur nette ». Dans le New Jersey, lui et sa famille vivent dans une modeste maison en pierre à Livingston, et ses bureaux de New York « ressemblaient à un bar sportif haut de gamme - tout en acajou poli, téléviseurs à écran plat et attirail noir et or des Steelers - ou à une maison de fraternité riche ». Il déclare à un journaliste en 2010 que parfois, « si quelqu'un est un connard, comme un serveur dans un restaurant, je pense que je pourrais simplement acheter cet endroit et virer ce type ». Selon le Post, il « a payé 43,5 millions $ pour la maison en bord de mer d'un ancien superviseur de Goldman Sachs qui l'avait ignoré pour une promotion. Puis il a fait démolir la maison ». Il fait ensuite construire une maison presque deux fois plus grande sur le même terrain. Il avait acheté la propriété à l'ex-femme de son ancien patron.
Interrogé par un journaliste sur les origines de sa grande confiance en lui, Tepper déclare : « Je n'ai jamais eu peur de retourner à Pittsburgh et de travailler dans les aciéries ».
En 2016, il déménage son entreprise à Miami Beach alors qu'il est à l'époque le contribuable le plus riche du New Jersey. Ce déménagement amène un fonctionnaire de l'État à mettre en garde contre un risque pour le budget du New Jersey en raison de la perte d'impôt sur le revenu qui en résulterait.
En octobre 2020, Tepper annonce qu'il retournait dans le New Jersey pour des raisons familiales, un déménagement qui pourrait lui coûter jusqu'à 120 millions $ en impôt sur le revenu de l'État.